# FishBase
FishBase —  глобальный каталог видов рыб; собран в электронную базу данных с информацией и изображениями около 33 200 видов и подвидов рыб. По состоянию на октябрь 2015 года, FishBase содержит 306 300 обиходных названий рыб почти на 300 языках, 56 500 иллюстраций, ссылки к 52 400 научным работам и 2220 партнёрам. 
Проект возник в 1970-х годах по замыслу Дэниела Паули (Daniel Pauly). В интернете онлайн-доступ к базе данных был открыт в 1996 году. Сайт отмечает в среднем около 30 миллионов посетителей в месяц и предоставляет информацию бесплатно, будучи на протяжении нескольких лет одной из самых крупных биологическиx баз данных в мире. Также есть возможность приобрести версии каталога FishBase на компакт-диске. Партнёры сайта предоставляют иллюстрации и видеоматериалы бесплатнo, однако сохраняют за собой авторское право.
Начиная с 2000 года, наблюдением за работой FishBase заведует консорциум, ныне состоящий из девяти международных организаций.
Координатором является Leibniz Institute of Marine Sciences.